# ورزشگاه برنی کرام

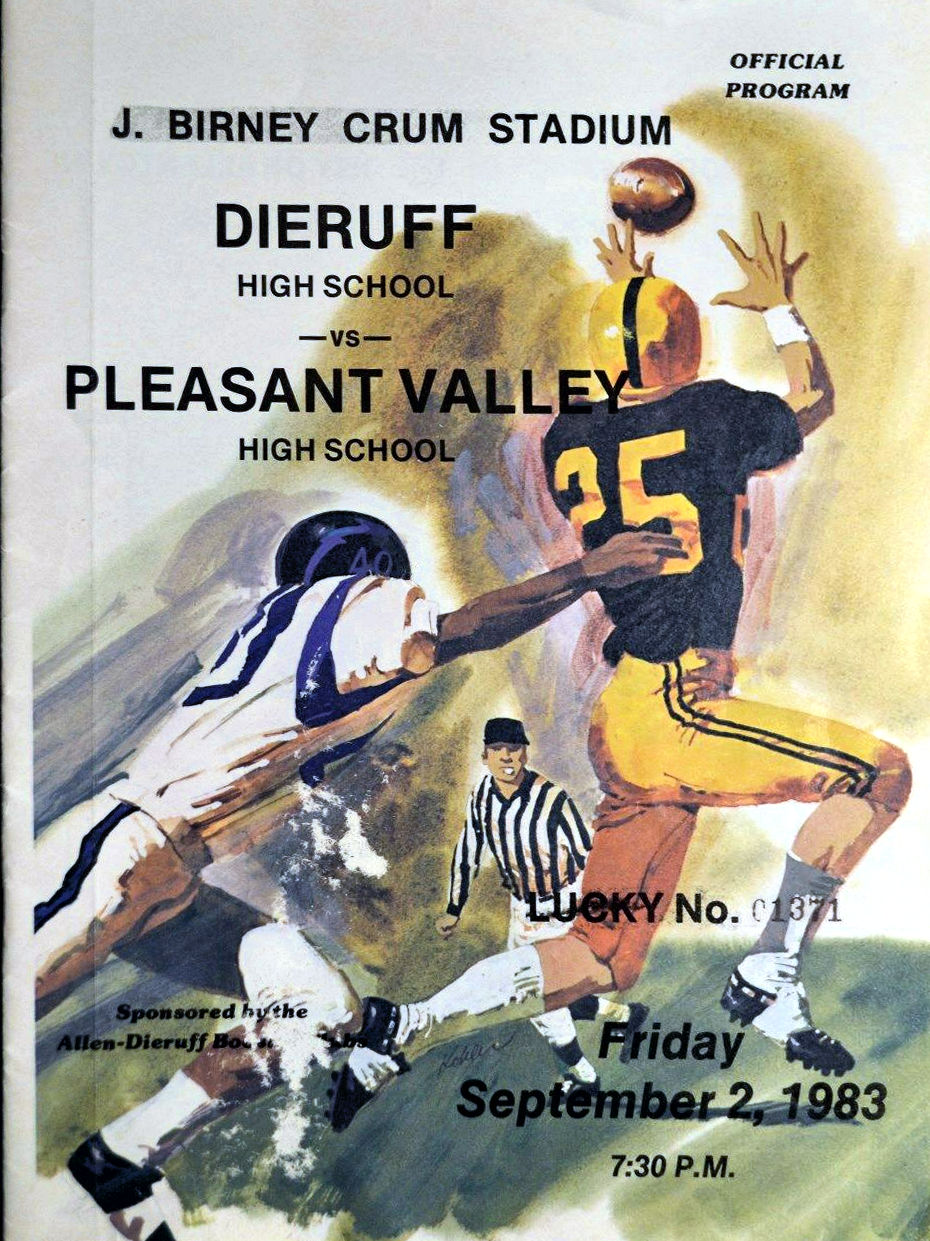
پوستر مسابقه فوتبال آمریکایی بین دو تیم دبیرستانی در ورزشگاه برنی کرام

ورزشگاه برنی کرام (به انگلیسی: J. Birney Crum Stadium) با ظرفیت ۱۵٬۰۰۰ نفر در شهر آلن‌تاون ایالت پنسیلوانیا واقع شده‌است و دارای زمین چمن می‌باشد.

## تاریخچه
از زمانی که استادیوم دبیرستان Allentown افتتاح شد، به طور متناوب از آن به عنوان ورزشگاه ناحیه مدرسه آلنتون  و به طور خلاصه استادیوم ASD یاد می شد. در سال 1982 ، به افتخار J. Birney Crum [2] ، مربی فوتبال ، بسکتبال و بیس بال بال در دبیرستان Allentown [3] (دبیرستان ویلیام آلن کنونی) که به سالن ورزشی پنسیلوانیا معرفی شد ، تغییر نام داد. شهرت در سال 1974.
- در یک زمان ، کرام بزرگترین استادیوم فوتبال دبیرستان درپنسیلوانیا بود . اما با برداشتن جایگاه های بازدید کننده در هنگام بازسازی در سال 2002 ، این جایگاه را از دست داد.Crum همچنین زمین بازی دبیرستان خانگی برای تعداد زیادی از بازیکنان فوتبال کنفرانس Lehigh Valley است که به کار خود در NFL ادامه می دهند ، از جمله Ed McCaffrey از Denver Broncos و New York Giants ، Andre Reed از Buffalo Bills و Washington Redskins و Tony Stewart از عقابهای فیلادلفیا ، سینگیناتی بنگالها و اوکلند ریدرز . این استادیوم در سال 2002 بازسازی شد و FieldTurf برای جایگزینی سطح اصلی چمن طبیعی نصب شد.

- این استادیوم میزبان نمایش بزرگ آتش بازی چهارم ژوئیه است که به طور معمول ده ها هزار تماشاگر را به خود جلب می کند.علاوه بر این ، Crum به عنوان یکی از افسانه ترین مکان های نمایش در هنرهای راهپیمایی شناخته می شود . این استادیوم میزبان مسابقات کلاسیک شرقی Drum Corps سالانه است . این مسابقات قبلاً مسابقات قهرمانی DCI شرق بود و آخر هفته قبل از مسابقات جهانی DCI درایندیاناپولیس میزبان تمام گروه های طبل و Bugle کلاس جهانی DCI است . این استادیوم همچنین میزبان جشنواره Collegiate Marching Band Festival است که هر سال در اواخر سپتامبر / اوایل اکتبر برگزار می شود ، و گروه های راهپیمایی دانشگاه و  در هر اندازه و سبک از سراسر میانه آتلانتیک و شمال شرقی ایالات متحده را به نمایش می گذارد. سرانجام ، Crum سایت USBands است مسابقات قهرمانی کشور کلاس ، با اجرای گروههای راهپیمایی دبیرستان هر نوامبر.[۱]